# Rio Buduşelu
O Rio Buduşelu é um rio da Romênia afluente do Rio Budac, localizado no distrito de Bistriţa-Năsăud.